# Gangl Borászat
A Gangl Borászat a soproni borvidék borpincészete, melyet a Gangl testvérek működtetetnek.

## Történet
A Gangl család közel másfél évszázada foglalkozik szőlészettel és borászattal. A család a Fertő tavat körülölelő dombokon termesztett szőlőt, melyből mára kialakult egy kisebb borászati és turisztikai vállalkozás. Termőhelyük a Steinhofer, a Kogl, a Spitz steiner, a Kohlenberg és a Fertőpart. A készített borok a Kékfrankos, a Merlot, a Zweigelt, a Cabernet sauvignon, a Sauvignon blanc és a Kékfrankos rozé. A Sopron belvárosától negyedórára található pincerendszert kétszáz éve kezdték el kialakítani. Mára már vinotékával rendelkező és a turisták fogadására is alkalmas vendéglátó hely lett.
Hegybe vájt pincével rendelkeznek, mely mintegy kétszáz éves. Boraik (kékfrankos, cuvée) korábban több helyi és nemzeti megmérettetésen szerepeltek kiemelkedően.

## Technológia
A borászat a Gangl testvérek, Zoltán és Szabolcs által vezetett, nyolc hektáron gazdálkodó családi vállalkozás. Nem nagy területen gazdálkodnak és nem tartoznak a borvidék modern vezető borászataihoz sem. A pincéjükben megőrzött muzeális tárgyak látványa is inkább a régi időket idézi. Borászatuk ötvözi a klasszikus és a modern technológiát. A fehér és rozé borok reduktív technológiával, a vörösborok érleléssel készülnek. Specialitásuk a Soproni Kékfrankos és a Soproni Kékfrankos Rozé.

## Borok és eredmények
- 2010. Syngenta Borverseny Nagy Arany minősítés: Soproni Kékfrankos 2008-as válogatás
- 2013. Prestitge reserve best buy: Soproni Kékfrankos 2009-es válogatás[1]
- 2014. Legjobb borok lista 2014: 2006-os Soproni Cuvée[3]